# Phương trình bậc ba

Đồ thị của hàm số bậc 3 có 3 nghiệm với 3 lần cắt trục hoành.

Trong đại số, một phương trình bậc ba có một biến là một biểu thức có dạng:
{\displaystyle ax^{3}+bx^{2}+cx+d=0}
trong đó a khác 0.
Lời giải của đẳng thức này được gọi là các không điểm của hàm số bậc ba được định nghĩa bởi vế trái của biểu thức. Nếu tất cả những hệ số a, b, c và d của phương trình là số thực, thì nó có ít nhất 1 không điểm (điều này đúng với mọi phương trình bậc lẻ). Tất cả các không điểm của phương trình bậc ba có thể được tìm ra bằng những cách sau:
- Phương pháp đại số, nghĩa là chúng có thể được biểu thị bằng một công thức bậc ba liên quan đến bốn hệ số, bốn phép tính số học cơ bản và căn bậc hai, căn bậc ba. (Điều này cũng đúng với phương trình bậc hai và bậc bốn, nhưng không đúng với phương trình bậc cao hơn, theo định lý Abel-Ruffini).
- Phương pháp lượng giác, các phép gần đúng bằng số của các giá trị căn có thể được tìm thấy bằng cách sử dụng các thuật toán tìm nghiệm như phương pháp của Newton.

Các hệ số không cần thiết phải là số thực. Các nghiệm của phương trình bậc ba không nhất thiết phải thuộc cùng trường với hệ số. Ví dụ, một số phương trình bậc ba với hệ số hữu tỉ có nghiệm là số vô tỉ (hay thậm chí là số phức).

## Lịch sử
Phương trình bậc ba được đề cập lần đầu tiên bởi nhà toán học Ấn Độ cổ Jaina khoảng giữa năm 400 TCN và 200 CN.
Nhà toán học Ba-tư Omar Khayyám (1048–1123) đã công bố việc giải phương trình bậc ba nhờ giao của một tiết diện co-nic với đường tròn. Ông công bố rằng lời của y có thể dùng để cho các lời giải số nhờ các bảng lượng giác.
Sau này vào thế kỷ XVI, nhà toán học người Ý Scipione del Ferro (1465-1526) đã tìm ra cách giải một lớp các phương trình bậc ba dạng {\displaystyle x^{3}+mx+n} với {\displaystyle m,n>0}. Thực ra, mọi phương trình bậc ba có thể đưa về dạng này. Tuy nhiên có thể dẫn đến căn bậc hai của những số âm, điều bấy giờ chưa giải quyết được. Del Ferro giữ kín điều này cho đến trước khi ông chết mới nói cho học trò ông là sinh viên Antonio Fiore.
Vào 1530, Niccolo Tartaglia (1500-1557) tiếp nhận hai bài toán trong phương trình bậc ba từ Zuanne da Coi và công bố ông đã giải được chúng. Ông nhận lời thách thức của Fiore, và từ đó dấy lên cuộc cãi vã giữa hai người. Mỗi người hàng ngày đặt một số tiền và đưa ra một số bài toán cho đối thủ giải. Ai giải được nhiều bài toán hơn trong 30 ngày thì nhận tất cả số tiền.
Tartaglia khi giải quyết các biểu thức trong dạng {\displaystyle x^{3}+mx+n}, đã đề xuất một phương pháp tổng quát hơn. Fiore phải giải quyết các vấn đề trong dạng {\displaystyle x^{3}+mx^{2}+n} khó hơn và Tartaglia đã thắng cuộc.
Sau này, Tartaglia được Gerolamo Cardano (1501-1576) thuyết phục tiết lộ bí mật của cách giải phương trình bậc ba. Tartaglia đã đặt điều kiện yêu cầu Cardano không tiết lộ nó. Ít năm sau, Cardano hiểu được công trình của Ferro và vi phạm lời hứa khi công bố phương pháp Tartaglia trong cuốn sách của ông nhan đề Ars Magna (1545) với lời ca ngợi dành cho Tartaglia.
Với trường hợp đặc biệt là số {\displaystyle \Delta } âm, người ta hay dùng phương pháp lượng giác để giải quyết nó, tuy vậy, đây là phương pháp không đại số và nghiệm tính ra vẫn là gần đúng do phải sử dụng các hàm số {\displaystyle \cos } và {\displaystyle \arccos }. Và công thức đại số cho nghiệm tổng quát vẫn chưa thể hoàn thiện. (Công thức đại số nghiệm tổng quát là công thức tìm ra nghiệm của phương trình tổng quát mà chỉ dùng hữu hạn lần 6 phép toán cơ bản là cộng ({\displaystyle +}), trừ ({\displaystyle -}), nhân ({\displaystyle \times }), chia (:), lũy thừa (^) và khai căn (√)).
{\displaystyle \alpha _{3}x^{3}+\alpha _{2}x^{2}+\alpha _{1}x+\alpha _{0}=0}
Thông thường. trong toán học sơ cấp, các hệ số {\displaystyle \alpha _{i}} là các số thực. Tuy nhiên đa số lý thuyết cũng đúng nếu các hệ số lấy trong môi trường số phức (x thuộc C). Ta luôn giả sử rằng {\displaystyle \alpha _{3}} ≠ 0. Có thể giải được một phương trình bậc ba bằng căn thức.

## Phương pháp Cardano
Nghiệm của phương trình có thể tìm được bằng phương pháp sau, đề xuất bởi Scipione del Ferro và Niccolò Tartaglia, công bố bởi Gerolamo Cardano năm 1545.
Trước tiên, chia phương trình cho {\displaystyle \alpha _{3}} để đưa về dạng
{\displaystyle x^{3}+ax^{2}+bx+c=0.\qquad (1)}
Đặt {\displaystyle x=t-{\frac {a}{3}}} và biến đổi ta có phương trình
{\displaystyle t^{3}+pt+q=0,} trong đó  {\displaystyle p=b-{\frac {a^{2}}{3}}} và {\displaystyle q=c+{\frac {2a^{3}-9ab}{27}}.\qquad (2)}
Nó được gọi là phương trình bậc ba suy biến.
Ta sẽ tìm các số {\displaystyle u} và {\displaystyle v} sao cho 
{\displaystyle u^{3}-v^{3}=q} và {\displaystyle uv={\frac {p}{3}}.\qquad (3)}
một nghiệm của nó tìm được từ việc đặt 
{\displaystyle t=v-u,\,}
có thể kiểm tra trực tiếp khi thay giá trị {\displaystyle t} vào (2), nhờ hằng đảng thức lập phương của nhị thức
{\displaystyle (v-u)^{3}+3uv(v-u)+(u^{3}-v^{3})=0\,}
Hệ (3) có thể giải từ phương trình thứ hai rút {\displaystyle v}, ta có 
{\displaystyle v={\frac {p}{3u}}.}
Thay vào phương trình thứ nhất trong (3) ta có
{\displaystyle u^{3}-{\frac {p^{3}}{27u^{3}}}=q.}
Phương trình này tương đương với một phương trình bậc hai với u3. Khi giải, ta tìm được
{\displaystyle u={\sqrt[{3}]{{q \over 2}\pm {\sqrt {{q^{2} \over 4}+{p^{3} \over 27}}}}}.\qquad (4)}
Vì {\displaystyle t=v-u,\,} và {\displaystyle x=t-{\frac {a}{3}}}, ta tìm được
{\displaystyle x={\frac {p}{3u}}-u-{a \over 3}.}
Chú ý rằng, có sáu giá trị {\displaystyle u} tìm được từ (4), vì có hai căn bậc ba ứng với hai dấu ({\displaystyle \pm }), và mỗi căn bậc ba có ba giá trị (một giá trị thực và hai tích của nó với {\displaystyle -1/2\pm i{\sqrt {3}}/2}). Tuy nhiên, dấu của các căn phải chọn sao cho khi tính {\displaystyle x}, không gặp trường hợp chia cho không. Thứ nhất, nếu {\displaystyle p=0}, thì chọn dấu của căn bậc hai sao cho {\displaystyle u\neq 0.}, ví dụ {\displaystyle u={\sqrt[{3}]{q}}}. Thứ hai, nếu {\displaystyle p=q=0}, thì ta có {\displaystyle x=-{\frac {a}{3}}.}.

## Phương pháp tổng hợp và lượng giác tìm nghiệm thực cho mọi trường hợp
Đây là phần tóm tắt kết quả bài giải phương trình bậc ba: {\displaystyle ax^{3}+bx^{2}+cx+d=0\quad (a\neq 0)}
(Lưu ý là các kết quả của lượng giác này chỉ ở trong môi trường radian)
Đặt các giá trị:
{\displaystyle \Delta =b^{2}-3ac}
{\displaystyle k={\frac {9abc-2b^{3}-27a^{2}d}{2{\sqrt {|\Delta |^{3}}}}}\qquad (\Delta \neq 0)}
1) Nếu {\displaystyle \Delta >0}
1.1) {\displaystyle |k|\leq 1}: Phương trình có ba nghiệm
{\displaystyle x_{2}={\frac {2{\sqrt {\Delta }}\cos \left({\frac {\arccos(k)}{3}}-{\frac {2\pi }{3}}\right)-b}{3a}}}
1.2) {\displaystyle |k|>1}: Phương trình có một nghiệm duy nhất
2) Nếu {\displaystyle \Delta =0}:
2.1) {\displaystyle b^{3}-27a^{2}d=0}: Phương trình có một nghiệm bội
2.2) {\displaystyle b^{3}-27a^{2}d\neq 0}: Phương trình có một nghiệm duy nhất
3) Nếu {\displaystyle \Delta <0}: Phương trình có một nghiệm duy nhất